# チャールストン・バッテリー
チャールストン・バッテリー (英語: Charleston Battery) はアメリカ合衆国・サウスカロライナ州チャールストンに本拠地を置くサッカークラブである。

## 歴史
1993年設立。リッチモンド・キッカーズと並んで米国で最も歴史あるプロサッカークラブの1つである。
1996年にUSISLプロリーグ、2003年にUSL Aリーグ（いずれも後のUSLファースト・ディビジョン）、2010年にUSLセカンド・ディビジョン優勝を果たした。 2012年、チームはUSLプロフェッショナルリーグを制覇し、クラブ史上4番目のリーグタイトルを獲得した。

## タイトル

### 国内タイトル
- USLファースト・ディビジョン

 (2): 1996, 2003
- USLセカンド・ディビジョン

 (1): 2010
- USLプロフェッショナルリーグ

 (1): 2012

### 国際タイトル
なし

## 歴代所属選手
- アルフレッド・アンデルソン 1999
- ダニエル・カリッチマン 2001
- チャド・ディアリング 2004
- 吉武剛 2009-2010
- ロマリオ・ウィリアムズ 2016, 2018
- オマー・デイリー 2016-2017
- 東洸大郎 2017-